# لوري أصفر الصدر
لوري أصفر الصدر (الاسم العلمي: Lorius chlorocercus) (بالإنجليزية: Yellow-bibbed Lory)‏ هو طائر ينتمي إلى (فصيلة: Psittaculidae).